# Вільям Шейнер
Вілл Шейнер (англ. William Shaner, нар. 25 квітня 2001) — американський стрілець, олімпійський чемпіон 2020 року. 
Виграв золоту медаль на Чемпіонаті світу у Хорватії 2021 року у стрільбі з пневматичної гвинтівки на дистанції 10 метрів.
Золотий медаліст у стрільбі з пневматичної гвинтівки на дистанції 10 метрів на Чемпіонаті світу серед юніорів ISSF у Лімі 2021 року та бронзовий медаліст у стрільбі з гвинтівки лежачи на дистанції 50 метрів на Чемпіонаті світу 2018 року.

## Виступи на Олімпіадах
| Олімпіада  | Дисципліна                       | Місце |
| ---------- | -------------------------------- | ----- |
| Токіо 2020 | пневматична гвинтівка, 10 метрів | 1     |